# Crimmitschau
Crimmitschau település Németországban, azon belül Szászország tartományban. Lakosainak száma 18 479 fő (2023. december 31.). Crimmitschau Meerane, Dennheritz, Zwickau, Neukirchen, Langenbernsdorf, Seelingstädt, Braunichswalde, Rückersdorf, Jonaswalde, Thonhausen, Heyersdorf és Ponitz községekkel határos.

## Népesség
A település népességének változása:
| Lakosok száma | 19 180 | 18 746 | 18 536 | 18 227 | 18 567 | 18 479 |
|               | 2015   | 2017   | 2019   | 2021   | 2022   | 2023   |